# شینگو موراکامی
شینگو موراکامی (انگلیسی: Shingo Murakami؛ زادهٔ ۲۶ ژانویهٔ ۱۹۸۲) موسیقی‌دان، خواننده، بازیگر، و مجری تلویزیون اهل ژاپن است.